# جوستين كورلاند
جوستين كورلاند (بالإنجليزية: Justine Kurland)‏ هي مصورة أمريكية، ولدت في 1969 في نيويورك في الولايات المتحدة.

## وصلات خارجية
- جوستين كورلاند على موقع ميوزك برينز (الإنجليزية)
- جوستين كورلاند على موقع ديسكوغز (الإنجليزية)